# Brock Lesnar
Brock Edward Lesnar (Webster, 12 luglio 1977) è un wrestler ed ex artista marziale misto statunitense sotto contratto con la WWE.
Nell'ottobre del 2000 firmò un contratto quadriennale con la World Wrestling Federation e venne inizialmente inviato nel territorio di sviluppo dell'Ohio Valley Wrestling, dove vinse per tre volte l'OVW Southern Tag Team Championship in coppia con Shelton Benjamin. Dopo aver debuttato nel roster principale nel marzo del 2002, vinse il WWE Championship a SummerSlam contro The Rock, diventando il più giovane campione mondiale nella storia della WWE (25 anni e 50 giorni); vinse inoltre il King of the Ring 2002 e la Royal Rumble 2003 e 2022. Lasciò la WWE nel marzo del 2004, dopo aver perso un match contro Goldberg a WrestleMania XX, per cercare di intraprendere una carriera nel football americano. Nell'aprile del 2012 fece ritorno in WWE dopo otto anni di assenza, esibendosi principalmente come part-timer. Il 6 aprile 2014, a WrestleMania XXX, terminò la striscia di imbattibilità a WrestleMania di The Undertaker, che durava da 23 anni, mentre tra il 2 aprile 2017 al 19 agosto 2018 detenne lo Universal Championship per un regno di 503 giorni.
Il 29 gennaio 2022 Brock Lesnar ha vinto il royal rumble match. Nell'agosto del 2006 firmò un contratto annuale con la K-1 Hero's per perseguire una carriera nelle arti marziali miste; il 2 giugno 2007 disputò il suo primo match ufficiale, sconfiggendo Min Soo Kim per sottomissione. Nel mese di ottobre firmò con la Ultimate Fighting Championship, perdendo al debutto contro Frank Mir. Il 15 novembre 2008, a UFC 91, sconfisse il pluri-campione Randy Couture conquistando lo UFC Heavyweight Championship. Nell'ottobre del 2009 si prese una pausa a causa di una diverticolite e tornò il 3 luglio 2010, a UFC 116, dove sconfisse il campione Shane Carwin unificando il titolo dei pesi massimi. Si ritirò dalle arti marziali miste nel gennaio del 2012, un mese dopo aver perso un match contro Alistair Overeem. Il 9 luglio 2016 tornò nell'ottagono in occasione di UFC 200, vincendo per decisione unanime contro Mark Hunt; l'esito dell'incontro venne però convertito in no contest a causa della positività di Lesnar ai test antidoping.
Brock Lesnar è l'unico atleta della storia ad aver vinto un titolo mondiale nelle arti marziali miste, nel wrestling professionistico e nel wrestling collegiale: il suo palmarès include infatti sette WWE Championship, un UFC Heavyweight Championship ed un NCAA Division I Heavyweight Championship; in carriera ha inoltre conquistato anche tre volte il WWE Universal Championship e una volta l'IWGP Heavyweight Championship.

## Carriera nel wrestling

### Ohio Valley Wrestling (2000–2002)
Nel 2000 venne messo sotto contratto la World Wrestling Federation e trasferito nel territorio di sviluppo della Ohio Valley Wrestling, dove diede vita ad una coppia nota con il nome di Minnesota Stretching Crew insieme al suo ex compagno di college Shelton Benjamin; il duo vinse l'OVW Southern Tag Team Championship in tre diverse occasioni.

### World Wrestling Entertainment (2002–2004)

#### WWE Champion (2002–2003)

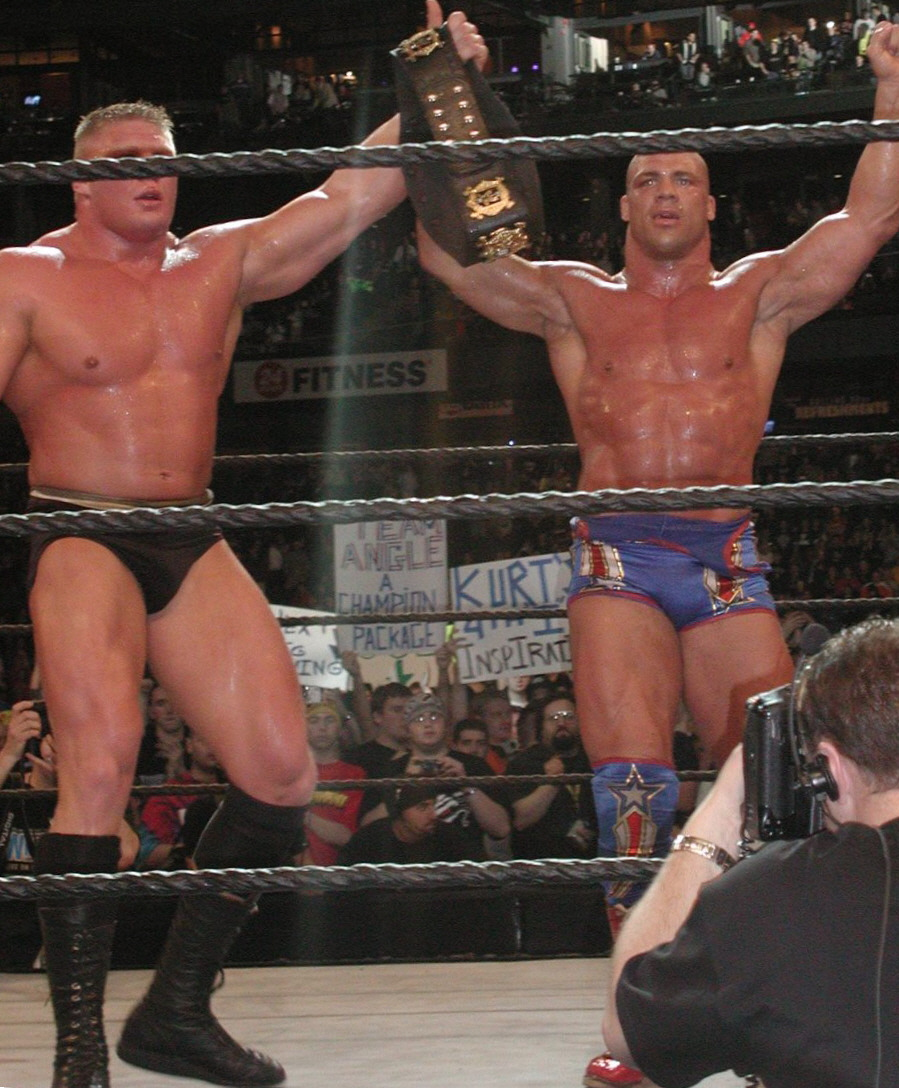
Brock Lesnar e Kurt Angle nel 2003

Lesnar fece il suo debutto il 18 marzo 2002 a Raw come heel, accompagnato da Paul Heyman, attaccando Al Snow, Maven e Spike Dudley durante un match valevole per l'Hardcore Championship. Con l'avvento della prima brand extension, Lesnar fu assegnato al roster di Raw. Iniziò una rivalità con gli Hardy Boyz e il 21 aprile a Backlash sconfisse Jeff Hardy per KO tecnico. La notte successiva a Raw sconfisse Matt Hardy allo stesso modo. La rivalità si concluse il 19 maggio a Judgment Day dove Lesnar e Heyman sconfissero gli Hardy Boyz.
Nel giugno del 2002 Brock Lesnar vinse il torneo King of the Ring 2002 sconfiggendo in finale Rob Van Dam; ciò gli permise di ottenere un'opportunità titolata al WWE Championship. Il 25 agosto 2002, a SummerSlam, sconfisse il campione The Rock, conquistando il titolo e diventando il più giovane campione mondiale nella storia della WWE per l'epoca (record poi superato da Randy Orton nel 2004, ma da world heavyweight champion). Secondo quanto stabilito dalla federazione, il WWE Championship doveva essere difeso in entrambi i roster, tuttavia il General manager di SmackDown!, Stephanie McMahon, annunciò che per contratto il campione avrebbe potuto combattere soltanto nello show da lei gestito. Nell'autunno del 2002 Lesnar iniziò una breve faida con The Undertaker: i due si affrontarono al pay-per-view Unforgiven in un match terminato in no contest, mentre il mese successivo combatterono in un Hell in a Cell match vinto da Lesnar, il quale trasformò in una F-5 un tentativo di Tombstone Piledriver. Grazie a questo incontro nella gabbia contro Taker, Lesnar riuscì a dimostrare di essere definitivamente all'altezza del titolo mondiale e di poter tener testa alle leggende e alle superstar più affermate della federazione. In seguito Lesnar perse il titolo il 17 novembre, a Survivor Series, contro Big Show, venendo tradito dal suo manager Paul Heyman; nelle settimane successive passò gradualmente tra le file dei face.
Il 19 gennaio 2003, a Royal Rumble, Brock Lesnar sfidò nuovamente Big Show, che nel frattempo aveva perso il WWE Championship contro Kurt Angle ad Armageddon, in un match con in palio la possibilità di partecipare al Royal Rumble match: l'incontro fu vinto da Lesnar, che quindi prese parte alla rissa reale con il numero 29 e la vinse eliminando per ultimo The Undertaker. Il 30 marzo, nel main event di WrestleMania XIX, riconquistò il WWE Championship sconfiggendo Kurt Angle dopo aver eseguito tre F-5; durante l'incontro Lesnar, a causa di un scivolamento sulla terza corda, eseguì malamente una Shooting Star Press, atterrando sul collo e rischiando così una paralisi, ma fortunatamente ne uscì con un leggero e guaribile trauma cranico. Nei mesi successivi difese il titolo contro John Cena a Backlash e contro Big Show a Judgment Day in uno Stretcher match. Il 27 luglio, a Vengeance, perse il titolo in favore del rientrane Kurt Angle in un Triple Threat match al quale prese parte anche Show. Pur di riconquistare il titolo, Lesnar tradì Angle alleandosi con Vince McMahon, effettuando un turn-heel. Nella rivincita, tenutasi a SummerSlam, per la prima volta in carriera, Lesnar perse per sottomissione cedendo alla Ankle Lock, nonostante le interferenze di Vince McMahon. Riconquistò il WWE Championship durante la puntata di SmackDown! del 18 settembre in un 60-Minutes Iron Man match per 5 a 4, incontro che è tutt'oggi riconosciuto tra i migliori nella storia dello show. A No Mercy, grazie all'interferenza di McMahon, difese il titolo in un biker chain match contro The Undertaker. Dopo che in autunno Paul Heyman tornò in WWE come General Manager di SmackDown!, Lesnar si alleò nuovamente con lui. Il 16 novembre, a Survivor Series, il Team Lesnar (Brock Lesnar, A-Train, Big Show, Matt Morgan e Nathan Jones) venne sconfitto dal Team Angle (Kurt Angle, Bradshaw, Chris Benoit, Hardcore Holly e John Cena).

#### Faida con Goldberg (2003–2004)
Alle Survivor Series 2003, dopo aver perso il match contro il Team Angle (Kurt Angle, Bradshaw, Chris Benoit, Hardcore Holly e John Cena), Brock Lesnar incontrò per la prima volta Bill Goldberg, appartenente al roster di Raw, durante un'intervista nel backstage in cui affermò che avrebbe potuto battere chiunque; ciò portò Goldberg ad interrompere il segmento, presentandosi a Lesnar e stringendogli la mano prima di andarsene con uno sguardo intimidatorio. In passato i due erano stati spesso paragonati per via del loro fisico possente e delle loro strisce di imbattibilità nel mondo del wrestling professionistico, ma non si erano mai affrontati in un match ufficiale.
A fine 2003 Lesnar iniziò una breve faida con Hardcore Holly, il quale voleva vendicarsi per aver subìto un infortunio al collo nel settembre del 2002 (legit). Il 25 gennaio 2004, a Royal Rumble, Lesnar sconfisse Holly in un match valevole per il WWE Championship e, la stessa sera, entrò irregolarmente nel Royal Rumble match per colpire Goldberg con una F-5, permettendo la sua eliminazione per mano di Kurt Angle.
Nella puntata di SmackDown! del 29 gennaio 2004 Eddie Guerrero vinse uno speciale 15-Men Royal Rumble match, eliminando per ultimo Kurt Angle, e divenne il primo sfidante al WWE Championship di Brock Lesnar. Il 15 febbraio, a No Way Out, Lesnar venne sconfitto da Guerrero a causa dell'interferenza di Bill Goldberg e perse il titolo dopo 150 giorni di regno. Quattro giorni dopo, a SmackDown!, sfidò Goldberg per un match a WrestleMania XX; tuttavia nelle settimane antecedenti al pay-per-view emersero delle voci secondo le quali entrambi i wrestler non volevano rinnovare il proprio contratto in scadenza con la WWE e avrebbero lasciato la federazione alla fine del mese. Il 14 marzo, a WrestleMania XX, Lesnar venne sconfitto da Goldberg in un match molto contestato dal pubblico presente all'arena, del tutto a conoscenza della situazione contrattuale dei due wrestler.
Il 31 marzo 2004, sul sito WWE.com, venne ufficializzato l'abbandono di Brock Lesnar e Bill Goldberg dalla WWE.

### New Japan Pro-Wrestling (2005–2006)
Nel settembre del 2005 firmò un contratto con la New Japan Pro-Wrestling, federazione giapponese. L'8 ottobre sfidò l'IWGP World Heavyweight Champion Kazuyuki Fujita e Masahiro Chono in un Triple Threat match, vincendo l'incontro e conquistando così il titolo.
Il 15 luglio 2006, tramite un comunicato sul proprio sito ufficiale, la New Japan Pro-Wrestling comunicò di aver revocato il titolo a Brock Lesnar per motivi legati al permesso di soggiorno e di aver rescisso consensualmente il suo contratto. Nei mesi successivi si scoprì, però, che i reali motivi dell'allontanamento di Lesnar erano legati ad alcune incomprensioni tra il wrestler statunitense e la dirigenza riguardanti la prosecuzione del rapporto di lavoro tra le due parti.
Benché non fosse più l'IWGP World Heavyweight Champion, Lesnar continuò a possedere fisicamente la cintura. Il 29 giugno 2007, nel corso del primo show della neonata Inoki Genome Federation svoltosi a Tokyo, Lesnar perse il titolo contro Kurt Angle, suo ex rivale in WWE.

### Ritorno in WWE (2012-presente)

#### Faida con Triple H (2012-2013)

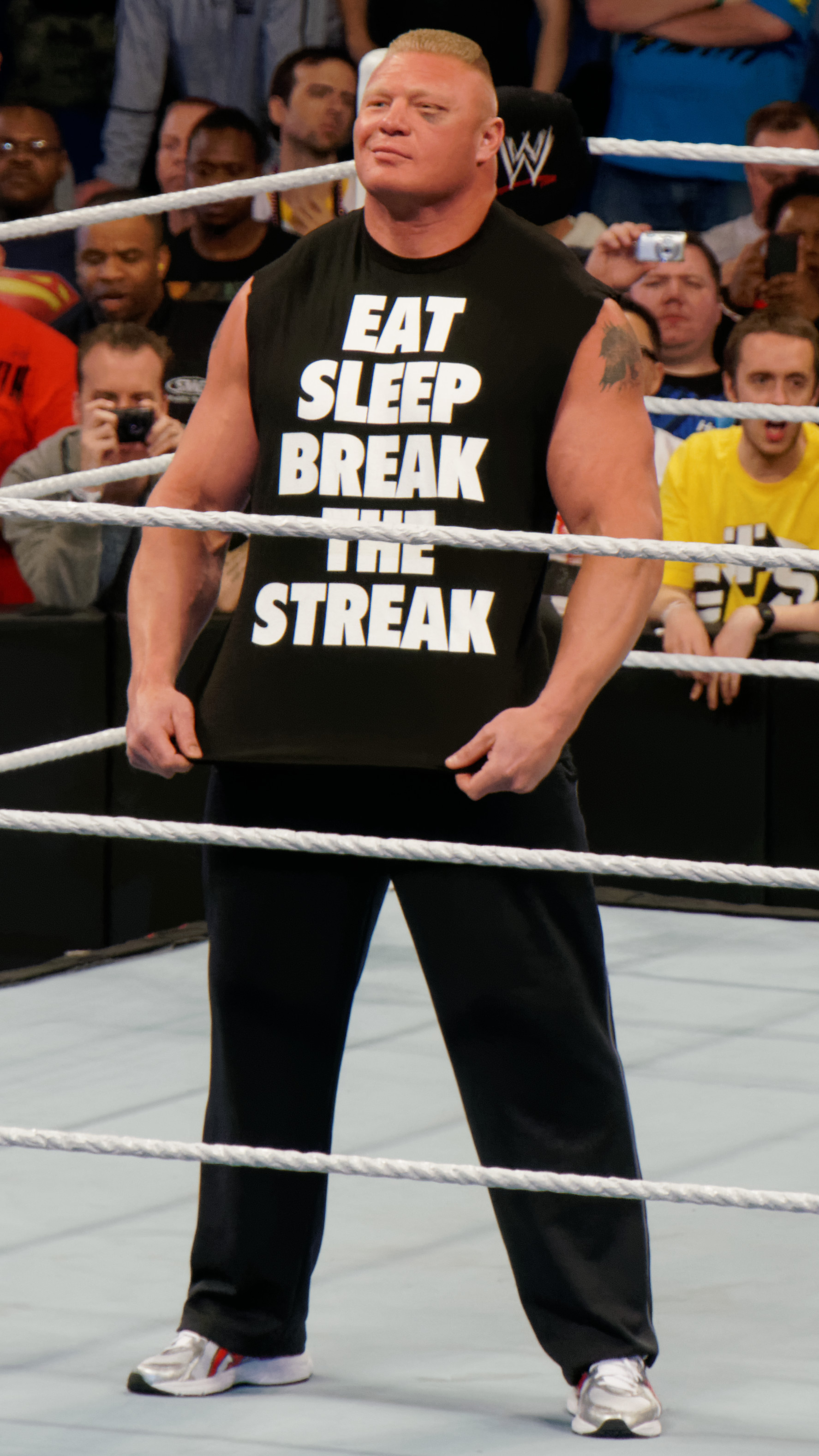
Brock Lesnar nel 2014

Nell'ottobre del 2011 Brock Lesnar è stato inserito nel videogioco WWE '12, sviluppato da Yuke's Future Media e pubblicato da THQ su licenza della WWE. Lesnar si è accordato verbalmente con la WWE nel mese di dicembre, poco dopo la sua ultima sconfitta contro Alistair Overeem nella Ultimate Fighting Championship, e ha firmato un contratto ufficiale nel marzo del 2012.
Nella puntata di Raw SuperShow del 2 aprile 2012, il giorno dopo WrestleMania XXVIII, Brock Lesnar ha fatto il suo ritorno in WWE dopo otto anni dal suo ultimo match, confrontandosi con John Cena e attaccandolo con la sua F-5. La settimana successiva il General Manager di Raw SuperShow, John Laurinaitis, ha rivelato di aver messo sotto contratto Lesnar per riportare la legittimità in WWE e per farlo diventare il "nuovo volto della federazione"; ha poi annunciato un Extreme Rules match tra Lesnar e Cena previsto per Extreme Rules. Al pay-per-view Lesnar ha dominato per quasi tutto l'incontro, ma è stato sconfitto dopo aver subìto un'Attitude Adjustement sui gradoni d'acciaio. Il giorno dopo, a Raw SuperShow, il direttore operativo della WWE, Triple H, ha rifiutato di cedere alle richieste contrattuali irragionevoli di Lesnar (tra cui un jet privato e la rinomina di Raw SuperShow in suo onore), che per tutta risposta lo ha attaccato e gli ha rotto il braccio con la sua Kimura lock (kayfabe). La settimana successiva Paul Heyman ha fatto il suo ritorno in WWE dopo sei anni, presentandosi come rappresentante legale di Lesnar, e ha affermato che il suo assistito avrebbe lasciato la federazione dopo un solo mese di permanenza; ha poi lanciato una querela ai danni della WWE per violazione del contratto (kayfabe). Il 17 giugno, a No Way Out, Triple H ha sfidato apertamente Lesnar ad un match da disputarsi a SummerSlam, ma Heyman ha rifiutato; tuttavia il 23 luglio, nella 1000ª puntata di Raw, Stephanie McMahon ha provocato Heyman fino a fargli accettare la sfida. Il 19 agosto, a SummerSlam, Lesnar ha sconfitto Triple H per sottomissione in un No-Disqualification match. Il giorno dopo, a Raw SuperShow, si è incoronato come nuovo King of Kings ed ha affermato di voler lasciare la WWE poiché ormai aveva raggiunto tutti i traguardi possibili nella federazione di Stamford.
Brock Lesnar è tornato nella puntata di Raw SuperShow del 28 gennaio 2013, confrontandosi con Vince McMahon, che era a pochi secondi dal licenziare Paul Heyman; nonostante le suppliche di Heyman, Lesnar ha colpito McMahon con la sua F-5, rompendogli il bacino (kayfabe); la settimana successiva, durante il Miz TV, Vickie Guerrero ha dichiarato di aver fatto firmare a Lesnar un nuovo contratto per impressionare McMahon. Nella puntata di Raw del 25 febbraio Lesnar ha tentato ancora una volta di attaccare McMahon, per poi lanciarsi contro il rientrante Triple H, con il quale ha avuto una rissa fuori dal ring. La settimana successiva, Triple H ha lanciato una sfida a Lesnar, chiedendo un rematch con lui a WrestleMania 29, che Lesnar ha accettato, ma solo dopo che Triple H ha firmato un contratto e Lesnar ha scelto la stipulazione, rivelatasi essere un No Holds Barred con la carriera di Triple H in palio. A Wrestlemania 29 Lesnar non è riuscito a sconfiggere Triple H il quale ha vinto il match, anche grazie al aiuto di Shawn Michaels. Nella puntata di Raw del 15 aprile, Lesnar ha attaccato la 3MB (Heath Slater, Drew McIntyre e Jinder Mahal) prima che Heyman sfidasse Triple H ad affrontare Lesnar in uno Steel Cage match a Extreme Rules, che Triple H ha accettato solo la settimana successiva per il semplice fatto che avrebbe potuto ricominciare a combattere. Lesnar ha sconfitto Triple H nella gabbia dopo essere stato aiutato varie volte da Heyman in modo decisivo e posto fine alla loro faida il 19 maggio a Extreme Rules.

#### Faida con The Undertaker (2013-2014)
Brock Lesnar è tornato nella puntata di Raw del 17 giugno 2013, attaccando l'altro cliente di Paul Heyman, CM Punk, con la sua F-5. Nonostante le accuse di Punk, Heyman ha sostenuto di non essere a conoscenza dei piani di Lesnar; tuttavia il 14 luglio, a Money in the Bank, il manager ha tradito Punk e il giorno dopo lo ha attaccato insieme a Lesnar. La settimana successiva a Raw, Punk ha sfidato Lesnar a un match a SummerSlam, accettato da Heyman a nome di Lesnar. Nella puntata di Raw del 5 agosto, Lesnar ha attaccato Punk. Lesnar ha sconfitto Punk in un No Disqualification match a SummerSlam.
Nella puntata di Raw del 30 dicembre 2013, Lesnar è tornato con Paul Heyman per annunciare le sue intenzioni di sfidare il vincitore dell'imminente match per il WWE World Heavyweight Championship tra Randy Orton e John Cena alla Royal Rumble. Lesnar ha poi sfidato qualunque wrestler che volesse provare a fermarlo, ciò ha portato Mark Henry a rispondere alla sfida. Ne è seguita una rissa, che è finita con l'esecuzione da parte di Lesnar di una F-5 per Henry. La settimana seguente a Raw, Henry ha sfidato nuovamente Lesnar, che però gli ha dislocato il gomito (kayfabe) con la Kimura lock. Big Show è poi venuto fuori e ha affrontato Lesnar. Ci fu un breve scontro fisico tra i due, iniziando una faida che si è conclusa alla Royal Rumble quando Lesnar ha sconfitto Big Show dopo averlo attaccato con una sedia d'acciaio prima che il match iniziasse.
Nella puntata di Raw del 24 febbraio, Heyman ha dichiarato che Lesnar aveva chiesto un match per il WWE World Heavyweight Championship, ricevendo invece un contratto aperto per affrontare chiunque volesse a WrestleMania XXX; Heyman ha detto che Lesnar si sentiva insultato da questo e che non sarebbe apparso a WrestleMania. The Undertaker ha poi fatto il suo ritorno e ha eseguito una chokeslam su Lesnar attraverso un tavolo, sancendo il loro match a WrestleMania. Lesnar ha sconfitto The Undertaker dopo aver eseguito tre F-5 e ha posto fine alla sua striscia di imbattibilità a WrestleMania sul 21-1, un evento che è stato descritto da Sports Illustrated come "il risultato più scioccante nella storia del wrestling".

#### WWE World Heavyweight Champion (2014-2015)
Nella puntata di Raw del 21 luglio 2014 Triple H ha annunciato che Brock Lesnar avrebbe affrontato John Cena a SummerSlam per il WWE World Heavyweight Championship. Il 17 agosto, a SummerSlam, Lesnar ha sconfitto Cena in un match dominato dall'inizio alla fine (ha eseguito sedici German suplex e due F-5 sul suo avversario), diventando il nuovo campione mondiale. Due giorni dopo, a Main Event, Triple H ha annunciato che Cena aveva invocato la sua clausola di rivincita per Night of Champions. Qui Lesnar ha perso per squalifica a causa dell'interferenza di Seth Rollins (con la sconfitta per squalifica il titolo rimane al suo detentore), il quale ha attaccato Cena per poi cercare di incassare invano il Money in the Bank. Lesnar è tornato nella puntata di Raw del 15 dicembre, intervenendo nel main-event tra Cena e Rollins e aiutando quest'ultimo ad ottenere la vittoria. Il 12 gennaio 2015 ha subìto il Curb Stomp di Rollins durante la loro firma del contratto per il Triple Threat match a Royal Rumble che includeva anche Cena. Il 25 gennaio, a Royal Rumble, Lesnar ha mantenuto il WWE World Heavyweight Championship schienando Rollins dopo una F-5; quella stessa sera Roman Reigns ha vinto il Royal Rumble match, diventando il primo sfidante di Lesnar per il titolo a WrestleMania 31.
Durante il mese di febbraio è stato riconosciuto dalla WWE che il contratto di Brock Lesnar sarebbe scaduto dopo WrestleMania 31; questo fatto ha ricordato a molti la situazione verificatasi nel 2004 nelle settimane precedenti a WrestleMania XX. Il 29 marzo 2015, a WrestleMania 31, Lesnar ha dominato il match contro Roman Reigns, tuttavia è stato interrotto da Seth Rollins che ha incassato con successo il Money in the Bank schienando Reigns e vincendo il WWE World Heavyweight Championship. La sera dopo, a Raw, Lesnar si è visto rifiutare la propria richiesta di rivincita da Stephanie McMahon e si è sfogato attaccando i telecronisti John "Bradshaw" Layfield e Michael Cole; per questo motivo è stato sospeso a tempo indeterminato dalla WWE (kayfabe).

#### Varie faide (2015–2016)
Brock Lesnar è tornato nella puntata di Raw del 15 giugno 2015, quando è stato scelto dall'Authority come avversario di Seth Rollins per il WWE World Heavyweight Championship a Battleground. Nella settimana successiva Lesnar si è stabilito come babyface dopo aver chiesto scusa a John "Bradshaw" Layfield e Michael Cole per averli attaccati alcuni mesi prima; quella stessa sera è stato attaccato da Kane, Jamie Noble e Joey Mercury, per poi subire il Pedigree di Rollins. Il 4 luglio, a The Beast in the East a Tokyo (Giappone), Lesnar ha affrontato Kofi Kingston, ottenendo la vittoria in pochi minuti. Il 19 luglio, a Battleground, ha dominato il match contro Rollins ma durante lo schienamento è stato attaccato dal rientrante The Undertaker, che lo ha messo al tappeto dopo due Tombstone Piledriver; ciò ha portato alla vittoria di Lesnar per squalifica, pertanto Rollins ha mantenuto il titolo. La sera dopo, a Raw, The Undertaker ha spiegato di non aver attaccato Lesnar per la conclusione della Streak ma per il fatto che lui e il suo manager, Paul Heyman, si erano costantemente vantati di ciò nel corso dell'anno precedente; una rivincita di WrestleMania XXX è stata sancita per il 23 agosto a SummerSlam, dove Lesnar ha perso contro The Undertaker per TKO dopo un finale controverso (The Undertaker ha colpito Lesnar con un colpo basso e lo ha poi intrappolato nella Hell's Gate). Il match conclusivo tra i due è avvenuto il 25 ottobre, ad Hell in a Cell, in un Hell in a Cell match in cui Lesnar ha vinto dopo aver eseguito un colpo basso e tre F-5.
Brock Lesnar ha fatto il suo ritorno il 24 gennaio 2016, alla Royal Rumble, entrando con il numero 23 e venendo eliminato da Bray Wyatt con l'aiuto del resto della Wyatt Family. La sera dopo, a Raw, Stephanie McMahon ha annunciato che il main-event di Fastlane sarebbe stato un Triple Threat match tra Lesnar, Dean Ambrose e Roman Reigns per decretare il primo sfidante al WWE World Heavyweight Championship di Triple H a WrestleMania 32. Nella puntata di SmackDown del 19 febbraio Lesnar è tornato nello show blu per la prima volta dal 2004, attaccando Ambrose e Reigns durante il loro match contro i Dudley Boyz. A Fastlane Lesnar non è riuscito a vincere il match poiché Reigns ha schienato Ambrose dopo la Spear. La sera dopo, a Raw, Lesnar ha attaccato Ambrose nel parcheggio, effettuando un turn-heel, ed ha accettato la sfida ad un No-Holds Barred per WrestleMania 32. Qui Lesnar ha sconfitto Ambrose dopo aver eseguito la sua F-5 su una pila di sedie.
Nella puntata di SmackDown del 7 luglio è stato annunciato che Brock Lesnar avrebbe affrontato il rientrante Randy Orton a SummerSlam. Il 19 luglio, in seguito alla seconda Brand Extension nella storia della WWE, Lesnar è stato assegnato al roster di Raw. Nelle settimane successive Lesnar e Orton si sono attaccati a sorpresa nei rispettivi roster. Il 21 agosto, a SummerSlam, Lesnar ha sconfitto Orton per TKO dopo che il medico ufficiale ha richiesto l'interruzione dell'incontro a causa di una profonda ferita sulla fronte dovuta ad una gomitata; ciònonostante Lesnar ha continuato a infierire sul suo avversario mentre era circondato dai medici, colpendo con una F-5 anche Shane McMahon, il quale era intervenuto per difendere Orton. Per via del suo atteggiamento, Lesnar è stato punito con 500 dollari di multa da parte della WWE (kayfabe).

#### Faida con Goldberg (2016–2017)
Nell'ottobre del 2016 il manager di Brock Lesnar, Paul Heyman, ha rivolto una sfida nei confronti di Bill Goldberg in modo da cancellare l'unica macchia nella carriera di The Beast (la sconfitta patita più di dodici anni prima a WrestleMania XX). Tuttavia il 20 novembre, a Survivor Series, Lesnar è stato sconfitto da Goldberg in soli 84 secondi a seguito di due Spear ed una Jackhammer. Il 29 gennaio 2017 Lesnar ha partecipato al Royal Rumble match dell'omonimo pay-per-view, entrando con il numero 26 e venendo eliminato da Goldberg dopo circa cinque minuti di permanenza sul ring; durante l'incontro Lesnar aveva eliminato Dean Ambrose, Enzo Amore e Dolph Ziggler.
Il 2 aprile 2017, a WrestleMania 33, Brock Lesnar ha sconfitto Goldberg in circa cinque minuti, conquistando il WWE Universal Championship per la prima volta in carriera; per lui si è trattato del quinto titolo mondiale in WWE.

#### Regni titolati (2017–2020)
Il 9 luglio 2017, a Great Balls of Fire, Brock Lesnar ha difeso con successo il titolo contro Samoa Joe. Il 20 agosto, a SummerSlam, ha schienato Roman Reigns per mantenere il titolo in un Fatal 4-Way match che includeva anche Braun Strowman e Joe. Il 24 settembre, a No Mercy, ha sconfitto Strowman, mantenendo nuovamente il titolo. Il 19 novembre, a Survivor Series, ha affrontato il campione mondiale del roster di SmackDown, il WWE Champion AJ Styles, vincendo al termine di un match molto combattuto.
Il 28 gennaio 2018, a Royal Rumble, Lesnar ha difeso con successo il titolo in un Triple Threat match contro Strowman e Kane; durante questo incontro, diversi fan notarono che Lesnar e Strowman, per alcuni istanti, si fronteggiarono in maniera un po' troppo eccessiva l'uno verso l'altro: una ginocchiata troppo affondata di Strowman sul capo di Lesnar provocò un'immediata e violenta reazione da parte dell'ex campione UFC, che gli restituì l'offesa con due pugni in pieno volto. Al termine del match e fuori dal kayfabe, i due ebbero un'accesa discussione nel backstage proprio per quanto accaduto, tensioni in seguito placate grazie all'intervento dei dirigenti WWE i quali, riconoscendo Strowman come artefice dei fatti (anche se il tutto avvenuto in maniera accidentale), invitarono il suddetto a scusarsi con Lesnar.
L'8 aprile, a WrestleMania 34, ha difeso con successo il titolo contro Roman Reigns in un match dominato dall'inizio alla fine. Il 27 aprile, a Greatest Royal Rumble, ha sconfitto nuovamente Reigns in uno Steel Cage match controverso, uscendo dalla gabbia dopo essere stato colpito dalla Spear, sebbene i piedi del suo avversario avessero toccato terra prima dei suoi.
Il 19 agosto, a SummerSlam, Lesnar ha perso il titolo contro Roman Reigns a causa della distrazione di Braun Strowman, terminando così il suo regno dopo 503 giorni. Il 16 settembre, a Hell in a Cell, Lesnar è intervenuto durante il main-event del pay-per-view, attaccando sia Reigns che Strowman con la F-5 e facendo terminare l'incontro in no-contest. Successivamente è stato comunicato che il 2 novembre, a Crown Jewel, Lesnar avrebbe affrontato Strowman per l'Universal Championship, che era stato reso vacante in seguito alla pausa di Reigns per la leucemia; a Crown Jewel Lesnar ha riconquistato il titolo sconfiggendo Strowman in uno squash di tre minuti, grazie anche all'intervento di Baron Corbin. Il 18 novembre, a Survivor Series, ha sconfitto il campione mondiale del roster di SmackDown, il WWE Champion Daniel Bryan. Il 27 gennaio 2019, a Royal Rumble, Lesnar ha difeso con successo il titolo contro Finn Bálor. Il 7 aprile, a WrestleMania 35, ha perso il WWE Universal Championship contro Seth Rollins dopo 156 giorni di regno.
Il 19 maggio 2019, a Money in the Bank, Brock Lesnar si è inserito all'ultimo momento nel Money in the Bank Ladder match che comprendeva anche Ali, Andrade, Baron Corbin, Drew McIntyre, Finn Bálor, Randy Orton e Ricochet, conquistando la valigetta per la prima volta in carriera. Il 14 luglio, ad Extreme Rules, Lesnar ha incassato il Money in the Bank su Seth Rollins, conquistando l'Universal Championship per la terza volta. L'11 agosto, a SummerSlam, Lesnar ha perso il titolo contro Seth Rollins dopo soli 27 giorni di regno.
Brock Lesnar è tornato nella puntata speciale SmackDown del 17 settembre 2019, dove ha sfidato ad un match titolato il WWE Champion Kofi Kingston per la puntata del 4 ottobre, quando lo show sarebbe passato a Fox (facendo presagire un suo definitivo passaggio nello show dopo il Draft). Kingston accetta la sfida, e subito dopo viene colpito da una F-5 da Lesnar. Il 4 ottobre, nella puntata speciale SmackDown 20th Anniversary, Lesnar ha sconfitto Kingston in appena dieci secondi conquistando il WWE Championship per la quinta volta e passando così nel roster di SmackDown (poi il 14 ottobre durante il Draft è stato riconfermato a SmackDown). Il 31 ottobre, a Crown Jewel, Lesnar ha difeso con successo il titolo contro Cain Velasquez. Lesnar ha successivamente iniziato una faida con Rey Mysterio e suo figlio Dominick, attuando dei pestaggi nei confronti di entrambi. Nella puntata di SmackDown del 1º novembre Lesnar, a seguito di un attacco vendicativo con una sedia d'acciaio subito da Mysterio, tramite il suo manager Paul Heyman, ha annunciato di volersi trasferire a Raw, portando di conseguenza con sé il WWE Championship. Il 24 novembre, a Survivor Series, Lesnar ha difeso con successo il titolo contro Rey Mysterio in un No Holds Barred No Disqualification match. Il 26 gennaio, alla Royal Rumble, Lesnar, seppur detentore del WWE Championship, ha partecipato al match omonimo entrando col numero 1 ma, dopo aver eliminato ben 13 wrestler, è stato eliminato da Drew McIntyre, vincitore poi della contesa. Il 27 febbraio, a Super ShowDown, Lesnar ha difeso con successo il titolo contro Ricochet in appena due minuti. Il 26 marzo, nella seconda serata di WrestleMania 36, Lesnar ha perso il titolo contro Drew McIntyre dopo 184 giorni di regno.

#### Faida con Roman Reigns (2021-2022)
Ritornò il 21 agosto 2021 nel finale di SummerSlam confrontandosi con l'Universal Champion Roman Reigns, dopo che questi ha difeso con successo il titolo contro John Cena, attaccando poi quest'ultimo con una F-5. Nella puntata di SmackDown del 10 settembre ebbe un confronto con tutta la fazione di Reigns, al termine dei quali attaccò lo stesso Reigns e gli Usos. Il 21 ottobre, a Crown Jewel, affrontò Reigns per l'Universal Championship ma venne sconfitto a causa dell'intervento degli Usos. Il 22 ottobre, dopo aver attaccato brutalmente ancora una volta Reigns e gli Usos, venne sospeso a tempo indeterminato da Adam Pearce (kayfabe), ma ciò nonostante, colpì lo stesso Pearce con due F-5.
Tornò dalla sospensione il 3 dicembre attaccando Sami Zayn, favorendo la sua sconfitta nel match titolato contro Roman Reigns. Il 1º gennaio 2022, a Day 1, vista la indisponibilità di Roman Reigns a causa della positività al Covid-19, fu inserito nel Fatal 5-Way match per il WWE Championship che comprendeva anche il campione Big E, Bobby Lashley, Kevin Owens e Seth Rollins dove prevalse, vincendo per la sesta volta il titolo. Il 29 gennaio, alla Royal Rumble, Lesnar perse il titolo contro Bobby Lashley a causa dell'intervento di Roman Reigns dopo 28 giorni di regno; poco dopo, tuttavia, Lesnar partecipò al Royal Rumble match entrando a sorpresa col numero 30, vincendo la contesa eliminando per ultimo Drew McIntyre e qualificandlsi in un match titolato a WrestleMania 38. Il 19 febbraio, ad Elimination Chamber, vinse il WWE Championship per la settima volta nell'omonimo match che comprendeva Bobby Lashley, AJ Styles, Austin Theory, Riddle e Seth Rollins. Il 3 aprile, nella seconda serata di WrestleMania 38 perse il titolo contro Roman Reigns, dopo 43 giorni di regno.

#### Faida con Bobby Lashley e con Cody Rhodes, pausa (2022-2024)
Affrontò Bobby Lashley, con cui aveva iniziato una rivalità facendogli perdere lo United States Championship contro Seth Rollins, il 5 novembre, a Crown Jewel, uscendone vincitore.
Il 28 gennaio, alla Royal Rumble, partecipò all'incontro omonimo entrando col numero 12 ma venne eliminato da Lashley. Si scontrò poi nuovamente con Lashley il 18 febbraio, ad Elimination Chamber, perdendo per squalifica.
Venne poi sfidato da Omos su provocazione del manager di questi, MVP, e il 2 aprile, a WrestleMania 39, fu Lesnar a prevalere. Nella puntata di Raw del 3 aprile 2023 Cody Rhodes sfidò Roman Reigns ad un rematch di WrestleMania 39 per l'Undisputed WWE Universal Championship, ma quest'ultimo rifiutò, acconsentendo poi di lottare solamente in un incontro di coppia; più avanti nella serata il partner misterioso di Rhodes nel match contro Reigns e Solo Sikoa si rivelò essere Lesnar, il quale, poco prima che iniziasse l'incontro, attaccò il suo compagno. Questo diede il via a una faida tra i due che iniziò il 6 maggio a Backlash, dove fu Rhodes a prevalere. Nella puntata di Raw dell'8 maggio Rhodes partecipò al torneo per l'assegnazione del World Heavyweight Championship ma perse un triple threat match in favore di Finn Bálor, e che comprendeva anche The Miz, a causa dell'interferenza di Lesnar, che lo attaccò impedendogli di vincere l'incontro. Il 27 maggio, a Night of Champions, fu Lesnar a prevalere per KO tecnico. L'incontro finale tra Rhodes e Lesnar si tenne il 5 agosto, a SummerSlam, match che vide prevalere Rhodes, con Lesnar che accettò sportivamente la sconfitta.
Dopo una breve pausa, il ritorno di Lesnar era stato pianificato in occasione del pay-per-view Royal Rumble 2024, tuttavia il ritorno del wrestler è stato annullato (inclusa la sua partecipazione a WrestleMania XL), senza comunque che la WWE si pronunciasse in qualsiasi forma sulla questione. A partire da febbraio 2024 l'immagine di Brock Lesnar nella sigla di apertura della WWE, sulla copertina del videogioco WWE 2K24 e in altri media della WWE è stata completamente rimossa.

#### Ritorno (2025-presente)
È tornato, a sorpresa, a SummerSlam 2025, al termine del main event tra Cody Rhodes e John Cena, attaccando quest'ultimo.

## Carriera nel football americano
Nel 2004, una volta scaduto il suo contratto con la WWE, tentò di perseguire una carriera nella National Football League, nonostante non giocasse più a football americano dai tempi del liceo.
Nel mese di marzo prese parte alla Scouting Combine della NFL, ma il 17 aprile si infortunò alla mascella e alla mano sinistra in seguito ad un incidente stradale; ciononostante, diverse squadre della lega espressero interesse ad ingaggiarlo, tanto che l'11 giugno firmò con i Minnesota Vikings. A partire da fine luglio, giocò diverse partite della preseason, ma con scarsi risultati, e fu quindi svincolato il 30 agosto. Successivamente ricevette un invito dai Vikings per partecipare alla NFL Europa, ma rifiutò a causa del suo desiderio di rimanere negli Stati Uniti con la famiglia.

## Carriera nelle arti marziali miste

### K-1 Hero's (2006–2007)
Il 28 aprile 2006 Lesnar apparve sul ring al termine del match di K-1 Hero's a Las Vegas e annunciò di aver firmato un contratto con la K-1/Hero's; all'epoca si allenava alla Minnesota Martial Arts Academy con Greg Nelson (allenatore del campione dei pesi leggeri UFC Sean Sherk) e con il primo assistente di lotta dell'Università del Minnesota Marty Morgan.
Il suo primo incontro si tenne il 2 giugno 2007 allo show "K-1 Dynamite!! USA" contro il sudcoreano Min Soo Kim, medaglia d'argento nel Judo alle Olimpiadi di Atlanta; Lesnar vinse con estrema facilità in poco più di un minuto.

### Ultimate Fighting Championship (2007–2012)
Il 21 ottobre 2007 venne reso pubblico l'accordo tra Lesnar e la Ultimate Fighting Championship. Disputò il suo primo match il 2 febbraio 2008 contro l'ex campione Frank Mir: nonostante abbia dimostrato una preparazione più che buona, Lesnar perse il match per sottomissione pagando un'ingenuità dovuta all'inesperienza.
Il 9 agosto 2008 batté Heath Herring per decisione unanime all'evento UFC 87: Seek and Destroy svoltosi a Minneapolis. In occasione di UFC 91 Lesnar sconfisse Randy Couture divenendo UFC Heavyweight Champion. L'11 luglio 2009 si scontrò nuovamente con Frank Mir per prendersi la sua rivincita, che non tardò ad arrivare: Lesnar vinse per KO tecnico e unificò i titoli di campione dei pesi massimi ad interim e normale. Il 3 luglio 2010, dopo aver rischiato nell'ultimo anno di dover porre fine alla sua carriera a causa della diverticolite, sconfisse Shane Carwin al secondo round per sottomissione tramite strangolamento, difendendo per la seconda volta il proprio titolo.
Il 23 ottobre 2010 Lesnar venne sconfitto da Cain Velasquez a UFC 121 dopo poco più di quattro minuti del primo round per KO tecnico, cedendogli il titolo. Lesnar venne selezionato come allenatore per la tredicesima edizione del reality show The Ultimate Fighter (dove allenò il futuro campione UFC ad interim Tony Ferguson) opposto a Junior dos Santos. Come da tradizione del programma i due avrebbero dovuto incontrarsi al pay-per-view successivo alla fine della messa in onda della stagione del reality, per la precisione all'evento UFC 131, ma a causa di un riacuttizzarsi della diverticolite Lesnar è stato costretto a rinunciare al match per sottoporsi ad un intervento chirurgico, venendo sostituito da Shane Carwin.
Tornò sull'ottagono il 30 dicembre 2011 contro Alistair Overeem per una gara eliminatoria dove il vincitore avrebbe affrontato il campione in carica Junior dos Santos: Lesnar perse per KO tecnico alla prima ripresa; successivamente alla sconfitta dichiarò ufficialmente che la sua carriera nelle MMA era arrivata al capolinea con la seguente dichiarazione:
(Brock Lesnar annuncia il ritiro dalle arti marziali miste)
In seguito al suo ritiro e a quello del campione dei pesi massimi Bellator Cole Konrad nel 2012, il campo di allenamento Death Clutch da lui fondato venne chiuso.
Le speculazioni su un possibile ritorno di Lesnar nelle MMA sono durate tre anni fino al 2015: nei primi mesi dell'anno Lesnar ha iniziato ad allenarsi per un ritorno nella UFC e ha affermato che gli è stato offerto un contratto dieci volte maggiore di quello che aveva ottenuto nella sua precedente esperienza nelle MMA. Dopo due mesi di allenamento, tuttavia, Lesnar ha deciso di firmare un rinnovo di contratto con la WWE e ha ufficialmente chiuso la porta ad un ritorno nelle MMA, affermando che mentre si allenava si sentiva "fisicamente alla grande, ma mancava qualcosa mentalmente".

### Ritorno in UFC (2016–2017)
Il 4 giugno 2016, durante l'evento UFC 199, è stato annunciato il ritorno di Brock Lesnar nella federazione di Dana White per un incontro con Mark Hunt a UFC 200.
Il 9 luglio Lesnar affrontò, al suo ritorno nell'ottagono, il samoano Mark Hunt e per la prima volta nella sua carriera rappresentò il Canada. Lesnar vinse l'incontro per decisione unanime, approcciandosi al suo avversario molto cautamente per evitare colpi pericolosi da parte di Hunt, successivamente mise a segno tre takedown e una volta al tappeto dominò l'intero incontro rimanendo in una posizione dominante ed effettuando un feroce ground and pound. Con questo successo divenne uno dei due soli lottatori, insieme a Jim Miller, a partecipare e trionfare nei due storici eventi della compagnia, ossia UFC 100 e UFC 200. Lesnar guadagnò inoltre la borsa più grande della storia dell'UFC, pari a 2.5 milioni di dollari, record precedentemente appartenuto all'irlandese Conor McGregor.
Il 14 luglio l'agenzia statunitense anti-doping (USADA) riceve i risultati di un test effettuato il 28 giugno precedente e informa Lesnar di una possibile violazione: dopo soli cinque giorni da UFC 200, quindi, un secondo possibile caso doping (dopo quello di Jon Jones) si abbatte sulla UFC. Sulla questione sorgono immediatamente molte illazioni (alcuni parlano di farmaci contro l'asma, altri che definiscono Lesnar addirittura un criminale); Mark Hunt, qualche giorno dopo la diffusione della notizia, chiese la metà della borsa che Lesnar aveva percepito per poi alzare la richiesta all'intero compenso e al ribaltamento del risultato, minacciando la UFC di rescindere dal contratto in caso contrario. Il 15 dicembre 2016 la USADA conferma che Lesnar è risultato positivo a due potenti anti-estrogeni, il clomifene e l'idrossi-clomifene, e pertanto è stato squalificato fino a luglio 2017, multato di 250.000 dollari (il 10% della borsa percepita) e il risultato dell'incontro è stato modificato in No-Contest. Nei primi giorni del gennaio 2017 l'agenzia conferma la squalifica.

## Risultati nelle arti marziali miste
| Risultato  | Record  | Avversario       | Metodo                               | Evento         | Data             | Round | Tempo | Città       | Note |
| ---------- | ------- | ---------------- | ------------------------------------ | -------------- | ---------------- | ----- | ----- | ----------- | --- |
| No Contest | 5-3 (1) | Mark Hunt        | No Contest                           | UFC 200        | 9 luglio 2016    | —     | —     | Las Vegas   | Inizialmente Lesnar vinse per decisione unanime. Convertito in No Contest poiché risultò positivo ai test anti-doping |
| Sconfitta  | 5-3     | Alistair Overeem | KO tecnico (calcio al corpo e pugni) | UFC 141        | 30 dicembre 2011 | 1     | 2:26  | Las Vegas   | |
| Sconfitta  | 5-2     | Cain Velasquez   | KO tecnico (pugni)                   | UFC 121        | 23 ottobre 2010  | 1     | 4:12  | Anaheim     | Perde il titolo dei pesi massimi UFC                                                                                  |
| Vittoria   | 5-1     | Shane Carwin     | Sottomissione (arm-triangle choke)   | UFC 116        | 3 luglio 2010    | 2     | 2:58  | Las Vegas   | Difende e unifica il titolo dei pesi massimi UFC. Submission of the Night                                             |
| Vittoria   | 4-1     | Frank Mir        | KO (pugni)                           | UFC 100        | 11 luglio 2009   | 2     | 1:48  | Las Vegas   | Difende e unifica il titolo dei pesi massimi UFC                                                                      |
| Vittoria   | 3-1     | Randy Couture    | KO tecnico (pugni)                   | UFC 91         | 15 novembre 2008 | 2     | 3:07  | Las Vegas   | Vince il titolo dei pesi massimi UFC                                                                                  |
| Vittoria   | 2-1     | Heath Herring    | Decisione (unanime)                  | UFC 87         | 9 agosto 2008    | 3     | 5:00  | Minneapolis | |
| Sconfitta  | 1-1     | Frank Mir        | Sottomissione (kneebar)              | UFC 81         | 2 febbraio 2008  | 1     | 1:30  | Las Vegas   | Debutto in UFC |
| Vittoria   | 1-0     | Min-Soo Kim      | KO tecnico (sottomissione ai pugni)  | Dynamite!! USA | 2 giugno 2007    | 1     | 1:09  | Los Angeles | |

## Vita privata
Il 6 maggio 2006 Lesnar ha sposato Rena Greek, meglio conosciuta come Sable: i due risiedono in una fattoria a Maryfield, nella provincia canadese del Saskatchewan, e hanno due figli, Turk (2009) e Duke (2010). Con la sua ex fidanzata Nicole McClain ha avuto due gemelli nel 2002, Mya Lynn e Luke, ed è inoltre il patrigno della figlia maggiore della Greek, nata da un precedente matrimonio.
Lesnar è una persona particolarmente riservata, che spesso ha espresso il suo disprezzo per i media: partecipa infatti molto raramente ad interviste ed evita domande relative alla sua vita privata. È un sostenitore del Partito repubblicano e membro della National Rifle Association of America, tanto che nel maggio 2011 si è presentato all'incontro annuale della NRA per discutere della sua passione per la caccia e del suo ruolo di portavoce della Fusion Ammunition Company. È un grande fan dei Winnipeg Jets e tutti e tre i suoi figli maschi giocano ad hockey su ghiaccio.
Ha rivelato che durante i suoi primi anni in WWE era divenuto dipendente da alcol e antidolorifici, arrivando a bere una bottiglia di vodka al giorno e prendendo centinaia di pillole di Vicodin al mese tanto che più volte ha affermato di non ricordarsi nulla di quello che ha vissuto fra il 2002 e il 2004.

## Personaggio
Al suo debutto in WWE, avvenuto nel marzo del 2002, Brock Lesnar si presentò come un atleta grosso e potente, ma capace anche di manovre tecniche e acrobatiche. Durante la sua prima esperienza in WWE, quando era costantemente nel main event degli show televisivi, veniva indicato come una potenziale stella del wrestling professionistico, ma nel marzo del 2004 decise di abbandonare la federazione per cercare nuove strade. Così si dedicò al Football Americano, entrò nella NFL, la lega più famosa al mondo di questo sport, e si arruolò nella squadra dei Minnesota Vikings. Dopo aver avuto un discreto successo nel Football, ritornò al wrestling professionistico nella NJPW in Giappone, la più grande federazione di wrestling nel paese del Sol Levante, gestita e creata da Antonio Inoki. Dopo diversi anni di dominazione incontrastata nella lega (Lesnar divenne Campione del Mondo dei Pesi Massimi), decise di voler addentrarsi nel mondo delle arti marziali miste, diventando il Campione Mondiale UFC sconfiggendo Randy Couture. Nel suo ritorno in WWE nell'aprile del 2012, Lesnar adottò una gimmick derivante dalla sua esperienza nelle MMA, combattendo in maniera più dura.
A partire dall'autunno del 2017 un gran numero di fan e addetti ai lavori iniziò a criticarlo, dicendo che il suo personaggio ispirato alle arti marziali miste avesse ormai "saltato lo squalo" e che i suoi incontri fossero diventati troppo brevi e ripetitivi. Nel corso del 2018 venne criticato anche per via dei lunghi periodi di assenza e i pochi match combattuti durante il suo regno da Universal Champion (difese il titolo in sette occasioni in quasi un anno e mezzo di regno).

### Mosse finali

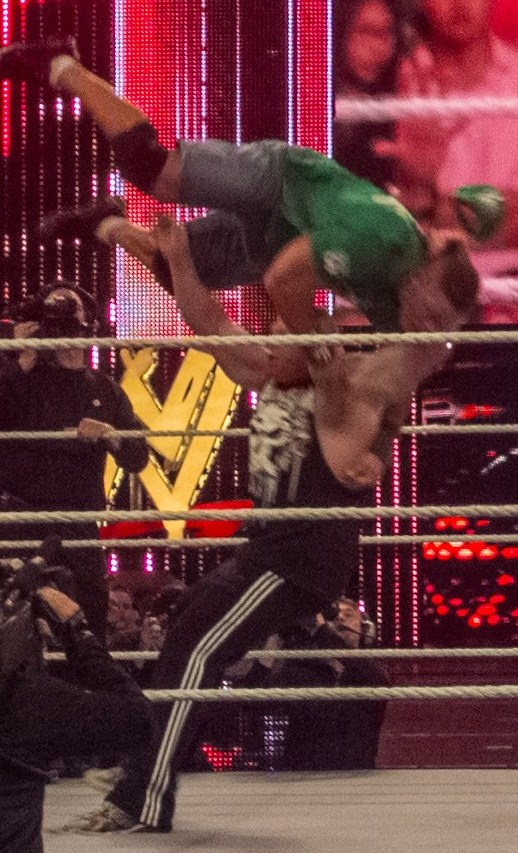
Brock Lesnar mentre esegue la F–5 su John Cena

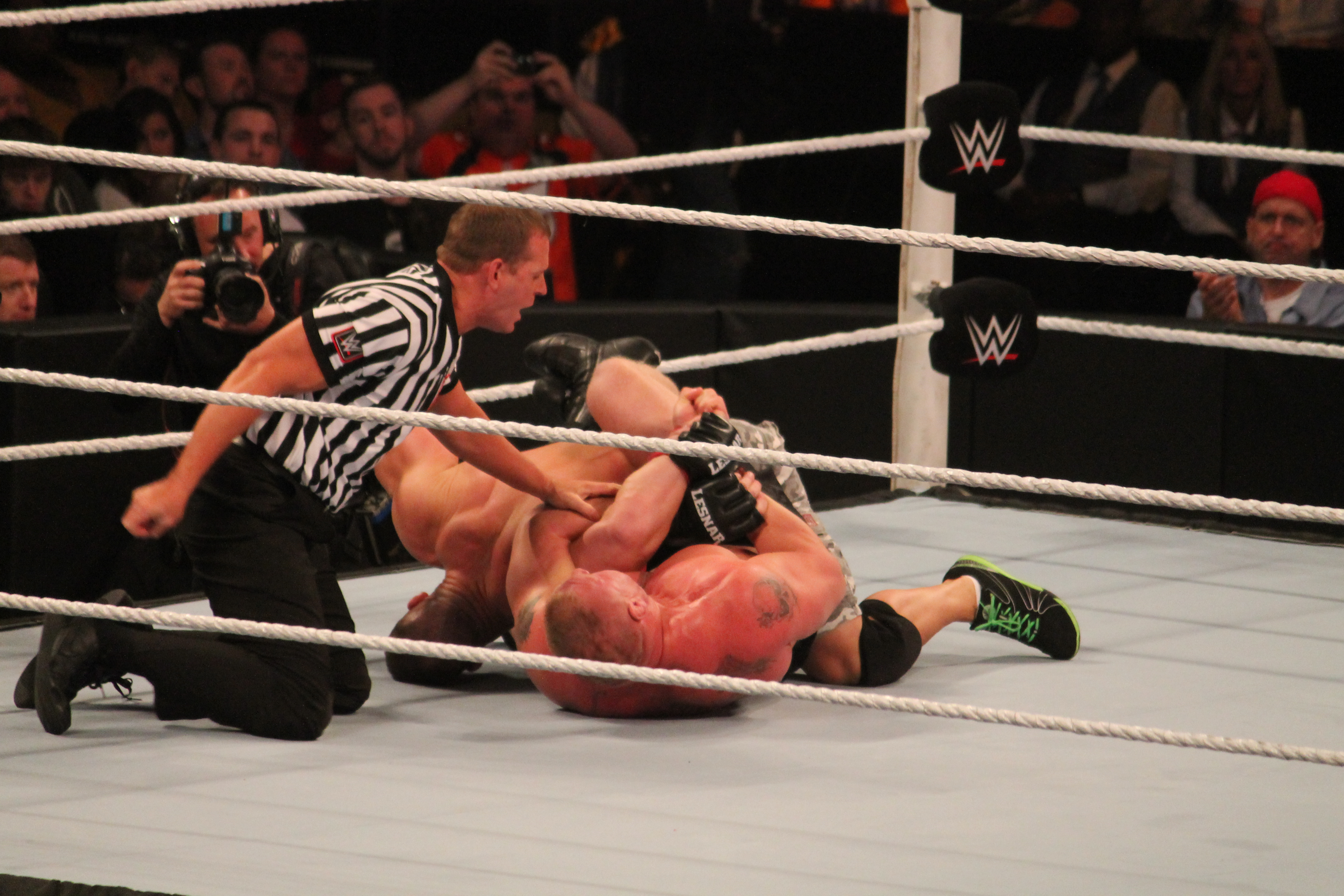
Brock Lesnar mentre applica la Kimura lock su John Cena

- Brock Lock (Over the shoulder single leg boston crab) – 2002–2004
- F–5 (Fireman's carry overhead 180º spinning facebuster) – 2002–presente[3]
- Kimura lock – 2012–presente[3]

### Soprannomi
- "The Alpha Man"
- "The Anomaly"[1]
- "The Beast"
- "The Beast Incarnate"[3]
- "The Conqueror"[3]
- "Mr. Beast in the Bank"
- "Mr. Money in the Bank"
- "The Next Big Thing"[1]
- "The One in 21–1"[3]

## Titoli e riconoscimenti

### Arti marziali miste
- Inside Fights
  - Biggest Draw (2008)
  - Rookie of the Year (2008)
- Sherdog Awards
  - Beatdown of the Year (2009)
- Spike Guys' Choice Awards
  - Most Dangerous Man (2009)
- Sports Illustrated
  - Top Newcomer of the Year (2008)
- Ultimate Fighting Championship
  - UFC Heavyweight Championship (1)
  - Submission of the Night (1)
- World MMA Awards
  - Breakthrough Fighter of the Year (2009)
- Wrestling Observer Newsletter
  - Best Box Office Draw (2008–2010)
  - MMA Most Valuable Fighter (2008–2010)

### Wrestling collegiale
- Big Ten Conference
  - Big Ten Conference Championship (2)
  - 1º nella classifica dei pesi massimi (2000)
- National Collegiate Athletic Association
  - NCAA Division I Heavyweight Championship (1)
- National Junior College Athletic Association
  - Junior College National Championship (1)
  - NJCAA All-American (1997, 1998)

### Wrestling professionistico
- Guinness World Record

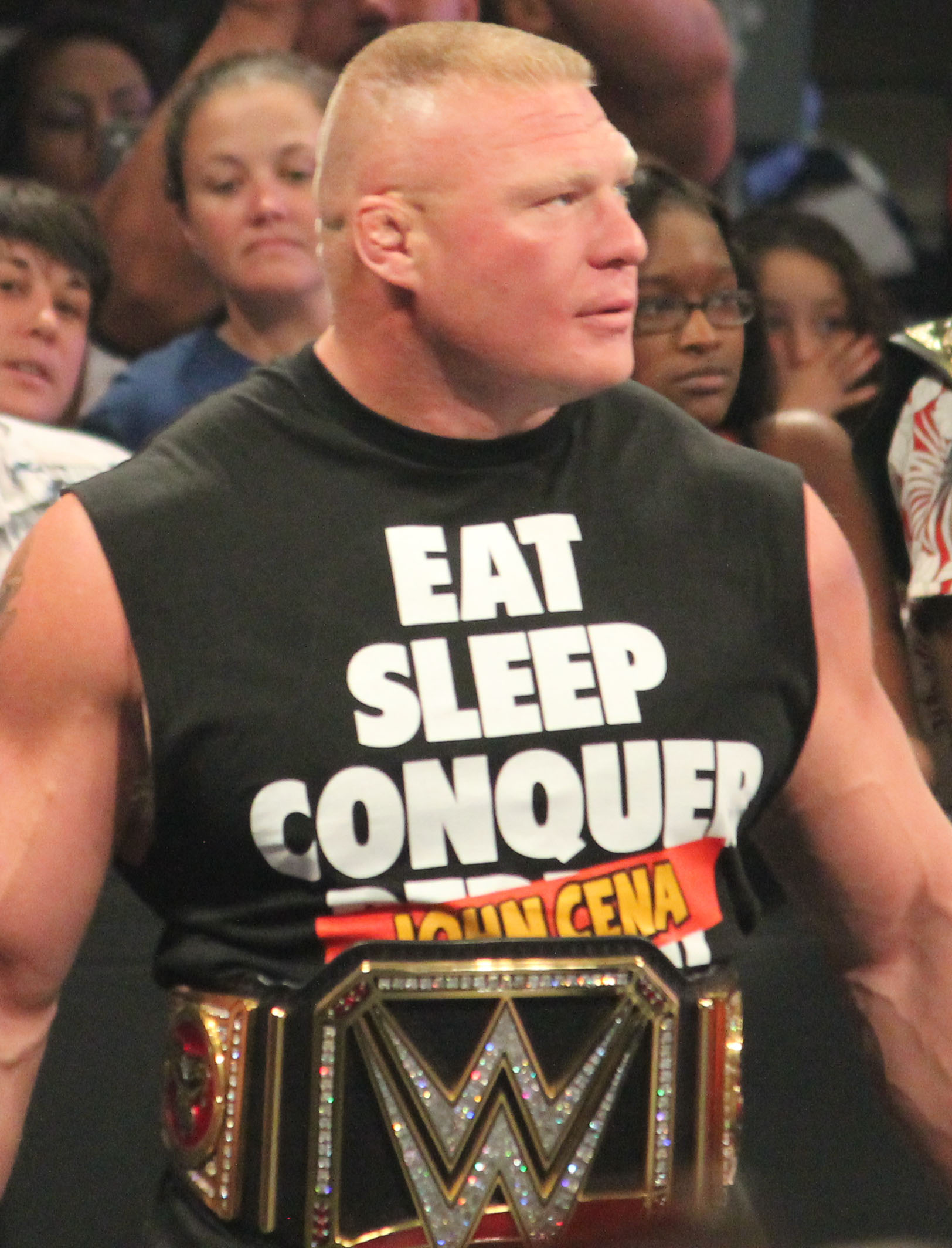
Lesnar con il WWE Championship, titolo che ha detenuto per sette volte

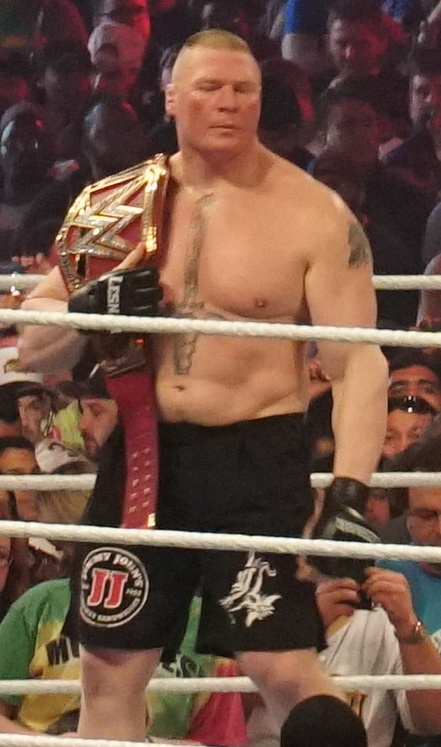
Lesnar con l'Universal Championship, titolo che ha detenuto per un record di tre volte

  - Record mondiale per essere stato il più giovane a vincere il WWE Championship a 25 anni e 44 giorni (2002)
- New Japan Pro-Wrestling
  - IWGP Heavyweight Championship (1)[114]
- Ohio Valley Wrestling
  - OVW Southern Tag Team Championship (3)[114] – con Shelton Benjamin
- Pro Wrestling Illustrated
  - Most Improved Wrestler (2002)[115]
  - Wrestler of the Year (2002, 2014)[115]
  - Feud of the Year (2003)[115] - vs. Kurt Angle
  - Match of the Year (2003)[115] - vs. Kurt Angle
  - Feud of the Year (2015)[116] - vs. The Undertaker
  - 1º tra i 500 migliori wrestler singoli nella PWI 500 (2003)[115]
- WWE
  - WWE Championship (7)[117][118][119][120][121]
  - WWE Universal Championship (3)[48]
  - King of the Ring (edizione 2002)[3]
  - Royal Rumble (edizione 2003 e 2022)[3]
  - Money in the Bank (edizione 2019)[3]
  - Slammy Award/Year–End Award (6)
    - OMG Shocking Moment of the Year (edizione 2014) - Per aver terminato la striscia di imbattibilità di The Undertaker a WrestleMania XXX[122]
    - Hashtag of the Year (edizione 2015) - #SuplexCity
    - Match of the Year (edizione 2015) - vs. The Undertaker
    - Rivalry of the Year (edizione 2015) - vs. The Undertaker
    - "Tell Me You Didn't Just Say That" Moment of the Year (edizione 2015) - Suplex City
    - Hottest Rivalry of the Year (edizione 2018) - vs. Roman Reigns
- Wrestling Observer Newsletter
  - Best Wrestling Maneuver (2002) - F-5[115]
  - Most Improved Wrestler (2002, 2003)[115]
  - Best Brawler (2003)[115]
  - Feud of the Year (2003) - vs. Kurt Angle[115]
  - Wrestling Observer Newsletter Hall of Fame (2015)